# Chhurpi

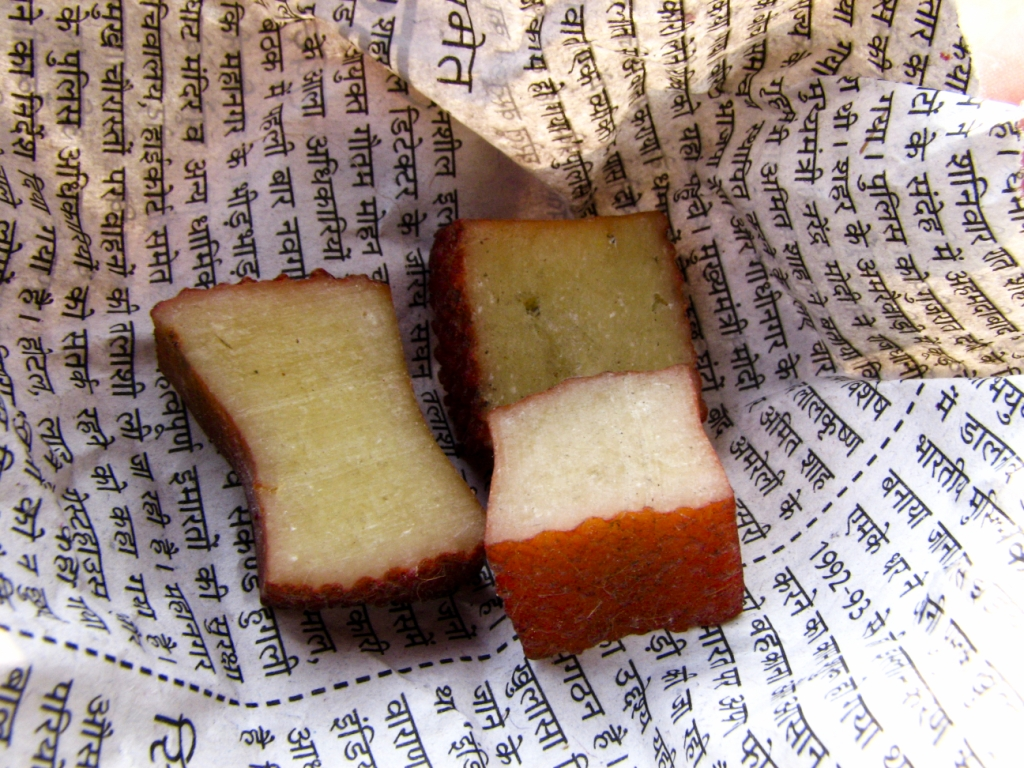
Chhurpi

Chhurpi is een drooggerookte Tibetaanse kaas die vooral in het oostelijke Himalaya-gebied wordt gegeten. De sherpa's noemen het sherkam; in Bhutan wordt het durukowa of durukho genoemd. Chhurpi wordt gemaakt van melk van de jak of de chauri, een kruising tussen de jak en een heuvelrund. Beide kaassoorten zijn hard.
Chhurpi wordt gemaakt in een lokale zuivelfabriek of thuis, met als basis sergem, een materiaal dat uit karnemelk wordt onttrokken. De sergem wordt gewikkeld in stof, meestal in jutezakken, en hard geperst om het water eruit te krijgen. Daarna wordt het gedroogd en is het vergelijkbaar met kaas. Uiteindelijk wordt het in stukjes gesneden en boven rook gehangen zodat het keihard wordt.